# Pandolfo di Anagni

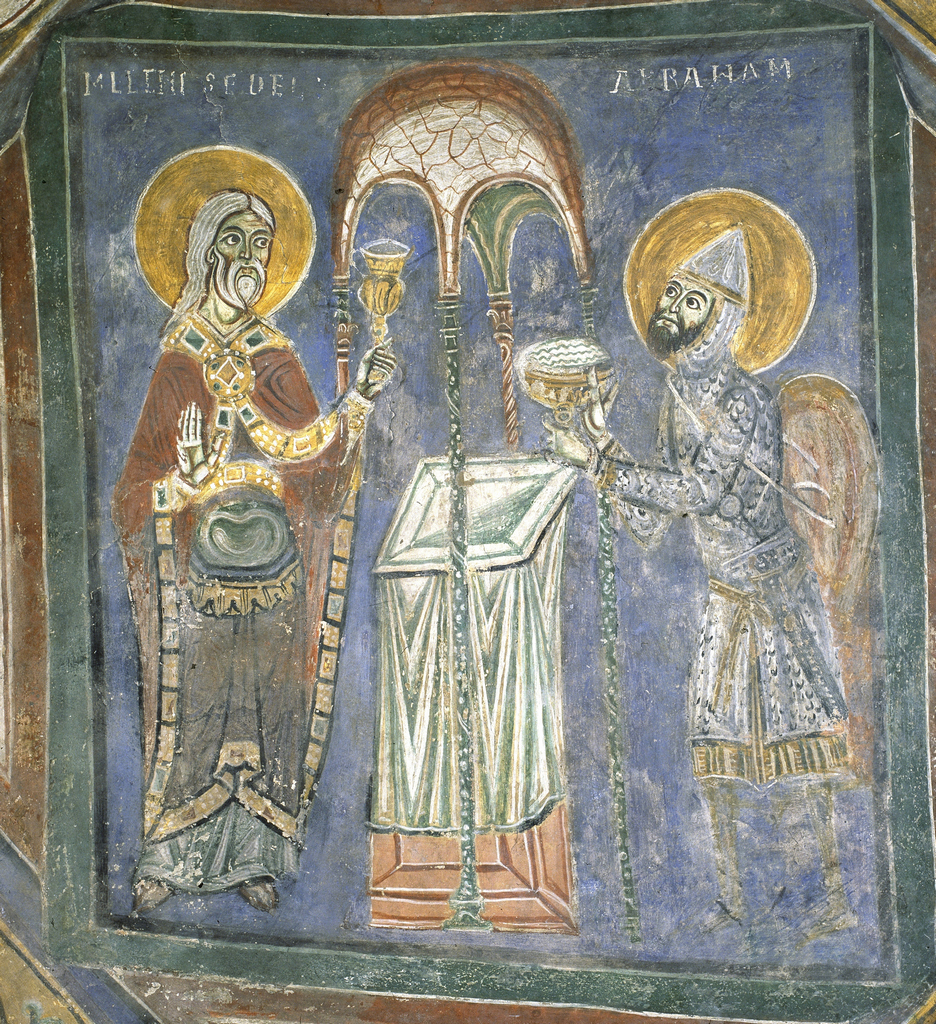
I due aspetti della carriera di Pandolfo rappresentati in un affresco da lui commissionato nella cattedrale di Anagni: il sacerdote Melchisedec (a sinistra) e il soldato Abramo (a destra)

Pandolfo dei Conti di Anagni, noto semplicemente come Pandolfo di Anagni (Anagni, ... – Anagni, 1256), è stato un militare e vescovo cattolico italiano della famiglia dei Conti di Segni. Comandò l'esercito pontificio nelle prime fasi della guerra delle chiavi.

## Origini e identità
Pandolfo era nativo di Anagni, come si può dedurre dal nome Pandulfus de Anagnia con cui le fonti si riferiscono a lui prima della sua elezione a vescovo. Come membro del ramo dei Conti di Anagni, era probabilmente parente stretto di papa Gregorio IX.
Incontriamo Pandolfo per la prima volta come suddiacono e cappellano di Gregorio IX. Nella biografia di Gregorio contenuta nel Liber censuum, viene descritto come un "esperto" uomo d'armi (experate providentie virum cum militum). Il moderno editore del Liber, Carlo Alberto Garufi, identifica erroneamente il cappellano Pandolfo con il vescovo Pandolfo I di Patti (1235–1244), che fu a sua volta membro della corte di Gregorio IX nello stesso periodo; tuttavia il cappellano Pandolfo non è mai descritto come notaio del pontefice. Pandolfo di Anagni viene a volte identificato con il "Mastro Pandolfo" che fu al servizio di Onorio III, ma in questa figura è invece più probabile vada riconosciuto il futuro vescovo di Patti.

## Comandante militare
Quando Gregorio mosse guerra contro l'imperatore Federico II nel 1228, designò Pandolfo come suo legato apostolico e come rettore della Campagna e Marittima, mettendolo a capo di tre reggimenti. Pandolfo decise di comandare l'esercito in prima persona e invase il Regno di Sicilia il 18 gennaio 1229, attraversando il Liri nei pressi di Ceprano. I capitani sotto il suo comando erano due conti siciliani esiliati, Tommaso da Celano e Ruggero dell'Aquila, mentre il resto dell'esercito era composto principalmente da fanti originari dello Stato Pontificio.
Le prime operazioni militari di Pandolfo furono un successo. Il Liber celebra la sua vittoria sul giustiziere Enrico di Morra "con soli pochi fanti e Dio dalla sua parte". Poco dopo, conquistò Montecassino dopo un'aspra battaglia. Ripresa la sua avanzata in marzo, prese Gaeta, mise sotto assedio Capua, prese Alife e Telese e infine si riunì con le truppe pontificie di Benevento. Avanzando lungo il Garigliano, incontrò strenua resistenza presso Sessa Aurunca, dove, per ragioni non note, fu sostituito come legato dal cardinale Pelagio d'Albano. Sessa fu presa da Pelagio nel maggio successivo. Qualche tempo dopo la sua degradazione, Pandolfo passò tra i sostenitori di Federico.

## Vescovo
Nel 1237, Pandolfo fu nominato vescovo di Anagni. Viene menzionato per la prima volta come vescovo eletto l'8 giugno 1237 e fu consacrato il 25 maggio 1238. Portò avanti i lavori di restauro della cattedrale diocesana cominciati, tra il 1224 e il 1227, con il rifacimento dei pavimenti in stile cosmatesco da parte di Cosma di Iacopo. Tra gli altri rinnovamenti a lui attribuibili, commissionò una serie di affreschi e fece costruire un nuovo ambone. Fece inoltre realizzare un'incisione recante: pandulf epus fieri fecit hoc opus año dñi mccl (il vescovo Pandolfo fece realizzare quest'opera nell'anno del Signore 1250).
Nella descrizione di un atto promulgato da Pandolfo il 16 ottobre 1250, si trova la primissima menzione di Benedetto Caetani, futuro papa Bonifacio VIII, che vi partecipò come canonico e testimone.
Pandolfo fece testamento il 20 febbraio 1255 e morì ad Anagni l'anno seguente.